# Viktor Petrovič Tyšenko
Viktor Petrovič Tyšenko (rusky Виктор Петрович Тыщенко; 15. ledna 1937, Ulan-Ude – 24. května 1986) byl ruský entomolog, žák Alexandra Danilevského.

## Dílo
Vyvinul teorii fyziologických mechanismů fotoperiodických reakcí, významně přispěl k domácí arachnologii. Je autorem učebnic pro univerzity o fyziologii hmyzu. V letech 1969 až 1986 vedl entomologické oddělení biologické a pedologické fakulty Leningradské státní univerzity. Byl prvním předsedou arachnologické sekce všesvazové entomologické společnosti, doktor biologických věd.

## Publikace
- Základy fyziologie hmyzu, díl 1., 1976
- Základy fyziologie hmyzu, díl 2., 1977
- Fyziologie fotoperiodismu hmyzu, 1977
- Fyziologie hmyzu, 1986